# Volkswagen grupa
Volkswagen grupa (njem. Volkswagen Aktiengesellschaft, VW AG) je europski najveći proizvođač automobila sa sjedištem u Wolfsburgu. U Volkswagen grupaciji su učlanjene marke Audi, Bentley, Lamborghini, Seat, Škoda, Volkswagen, Nutzfahrzeuge i Scania.

Uz proizvodnju automobila Volkswagen grupa se bavi i financijskim i logističkim uslugama.

U kolovozu 2009. Porsche SE i Volkswagen AG postigli su dogovor da se dvije tvrtke spoje 2011. godine, da bi 7. prosinca 2009. godine Volkswagen grupa priopćila da je uplatila 3,9 milijardi Eura za 49,9 % udjela u Porsche AG. Spajanje s Porsche Automobil Holding se predviđalo za 2011. godinu.

Dana 8. rujna 2011. objavljeno je da se planirano spajanje "ne može provesti u roku predviđenom Sveobuhvatnim sporazumom". Kao razlozi navedeni su neprocjenjivi pravni rizici, uključujući kriminalnu istragu bivšeg menadžerskog tima holdinga. Obje strane, kako je tada navedeno, "ostaju predane cilju stvaranja integrirane automobilske grupe s Porscheom i uvjerene su da će se to dogoditi". 
 Dana 4. srpnja 2012. Volkswagen grupa je najavila da će 1. kolovoza 2012. dovršiti preuzimanje preostale polovice dionica Porschea za 4,46 milijardi eura (5,58 milijardi dolara) kako bi izbjegla porez od čak 1,5 milijardi eura, koji bi se morao platiti ako se preuzimanje dogodi nakon 31. srpnja 2014. Volkswagen AG kupio je preostali udio u Porsche AG u iznosu od 100% udjela u Porsche Zwischenholding GmbH, postajući zapravo njegova matična tvrtka od 1. kolovoza 2012.

## Vlasništvo
Ove marke su pod vlasništvom Volkswagen grupe:
- Audi
- Bentley
- Bugatti
- Lamborghini
- Porsche
- Seat
- Škoda
- Volkswagen PKW
- Volkswagen Nutzfahrzeuge
- Scania 20 % od kapitala i 35,3 % pravo glasa
- MAN SE 29,9 %
- Volkswagen Marine
- Volkswagen Financial Services AG
- Volkswagen Bank
- Volkswagen Leasing
- Volkswagen Versicherungsdienst
- Europcar (prodaja francuskome Eurazeo-u)
- gedas (prodaja T-Systems-u)
- Carmeq GmbH
- Volkswagen Original Teile Logistik GmbH & Co. KG – dijelovi
- Volkswagen Air Service

### Broj zaposlenih
|                     | Tvrtka                                    | Mjesto                                                  | Broj zaposlenih (31. prosinca 2004.) |
| ------------------- | ----------------------------------------- | ------------------------------------------------------- | ------------------------------------ |
| Europa              |                                           |                                                         |                                      |
| Njemačka            | Audi AG                                   | Neckarsulm Ingolstadt                                   | oko 44.700 zaposlenih                |
| Njemačka            | Volkswagen AG                             | Wolfsburg Hannover Kassel Braunschweig Emden Salzgitter | oko 102.500 zaposlenih               |
| Njemačka            | Volkswagen Sachsen GmbH                   | Chemnitz Zwickau                                        | oko 7.300 zaposlenih                 |
| Njemačka            | Auto 5000 GmbH                            | Wolfsburg                                               | oko 3.700 zaposlenih                 |
| Njemačka            | Automobilmanufaktur Dresden GmbH          | Dresden                                                 | oko 400 zaposlenih                   |
| Njemačka            | Volkswagen Financial Services AG          | Braunschweig                                            | oko 3.600 zaposlenih                 |
| Njemačka            | Sitech GmbH                               | Wolfsburg Emden Hannover                                | oko 2.100 zaposlenih                 |
| Belgija             | Audi Bruxelles S.A. (prije tvornica VW-a) | Bruxelles                                               | oko 2.200 zaposlenih                 |
| Bosna i Hercegovina | Volkswagen-Sarajevo d.o.o.                | Sarajevo                                                | oko 300 zaposlenih                   |
| Velika Britanija    | Bentley Motors Ltd.                       | Crewe                                                   | oko 3.700 zaposlenih                 |
| Italija             | Automobili Lamborghini Holding S.p.A.     | Sant'Agata-Bolognese                                    | oko 58 zaposlenih                    |
| Italija             | Automobili Lamborghini S.p.A.             | Sant'Agata-Bolognese                                    | oko 657 zaposlenih                   |
| Italija             | Lamborghini Artimarca S.p.A.              | Sant'Agata-Bolognese                                    | 5 zaposlenih                         |
| Poljska             | Volkswagen-Poznań Sp. zo.o.               | Poznań                                                  | oko 4.700 zaposlenih                 |
| Poljska             | Volkswagen MOTOR POLSKA Sp. zo.o.         | Polkowice                                               | oko 1.000 zaposlenih                 |
| Poljska             | Sitech z o.o                              | Polkowice                                               | oko 1.250 zaposlenih                 |
| Portugal            | Volkswagen AutoEuropa-Automóveis Lda.     | Palmela                                                 | oko 3.000 zaposlenih                 |
| Španjolska          | Seat, S.A.                                | Barcelona Martorell                                     | oko 16.300 zaposlenih                |
| Španjolska          | Gearbox del Prat, S.A.                    | El Prat de Llobregat                                    | oko 1.250 zaposlenih                 |
| Španjolska          | Volkswagen Navarra, S.A.                  | Pamplona                                                | oko 4.400 zaposlenih                 |
| Slovačka            | Volkswagen Slovakia, a.s.                 | Bratislava Martin                                       | oko 8.300 zaposlenih                 |
| Češka               | Škoda Auto a.s.                           | Kvasiny Mladá Boleslav Vrchlabí                         | oko 21.800 zaposlenih                |
| Mađarska            | Audi Hungária Motor Kft.                  | Győr                                                    | oko 5.100 zaposlenih                 |
| Rusija              | VOLKSWAGEN Group Rus OOO                  | Kaluga                                                  | oko 300 zaposlenih                   |

| Sjeverna Amerika |                                   |                        |                       |
| Meksiko          | Volkswagen de México S.A. de C.V. | Puebla                 | oko 13.500 zaposlenih |
| SAD              | tvornica se gradi od 2009. godine | Chattanooga, Tennessee | oko 2.000 zaposlenih  |

| Južna Amerika |                            |                                                                      |                       |
| Argentina     | Volkswagen Argentina S.A.  | Córdoba Pacheco                                                      | oko 2.700 zaposlenih  |
| Brazil        | Volkswagen do Brasil Ltda. | Curitiba Resende São Bernardo do Campo (Anchieta) São Carlos Taubaté | oko 22.300 zaposlenih |

| Afrika       |                                 |           |                      |
| Južna Afrika | Volkswagen of South Africa Ltd. | Uitenhage | oko 6.200 zaposlenih |

| Azija  |                                             |            |                       |
| Indija | Škoda Auto India Private Ltd.               | Aurangabad | oko 300 zaposlenih    |
| Izrael | Dead Sea Magnesium Ltd.                     | S´dom      | oko 300 zaposlenih    |
| Kina   | Shanghai-Volkswagen Automotive Company Ltd. | Shanghai   | oko 13.400 zaposlenih |
| Kina   | FAW-Volkswagen Automotive Company Ltd.      | Changchun  | oko 8.300 zaposlenih  |
| Kina   | Volkswagen Transmission Company Ltd.        | Shanghai   | oko 300 zaposlenih    |

## Omjer vlasništva
| Udio (samo redovne dionice/pravo glasa) | Vlasnik udjela                                              |
| --------------------------------------- | ----------------------------------------------------------- |
| 50,76 % stanje: 30. siječnja 2009       | Porsche Automobil Holding                                   |
| 2,37 % stanje: 30. siječnja 2009        | Porsche Holding GmbH                                        |
| 20,26 % stanje: 16. veljače 2008        | Donja Saska preko Hannoversche Beteiligungsgesellschaft mbH |
| 17 % stanje: 18. prosinca 2009          | Emirat Katar                                                |
| 9,61 %                                  | raspršeno vlasništvo                                        |

## Vanjske poveznice
- http://www.volkswagen-ag.com